# Museu del Romanticisme

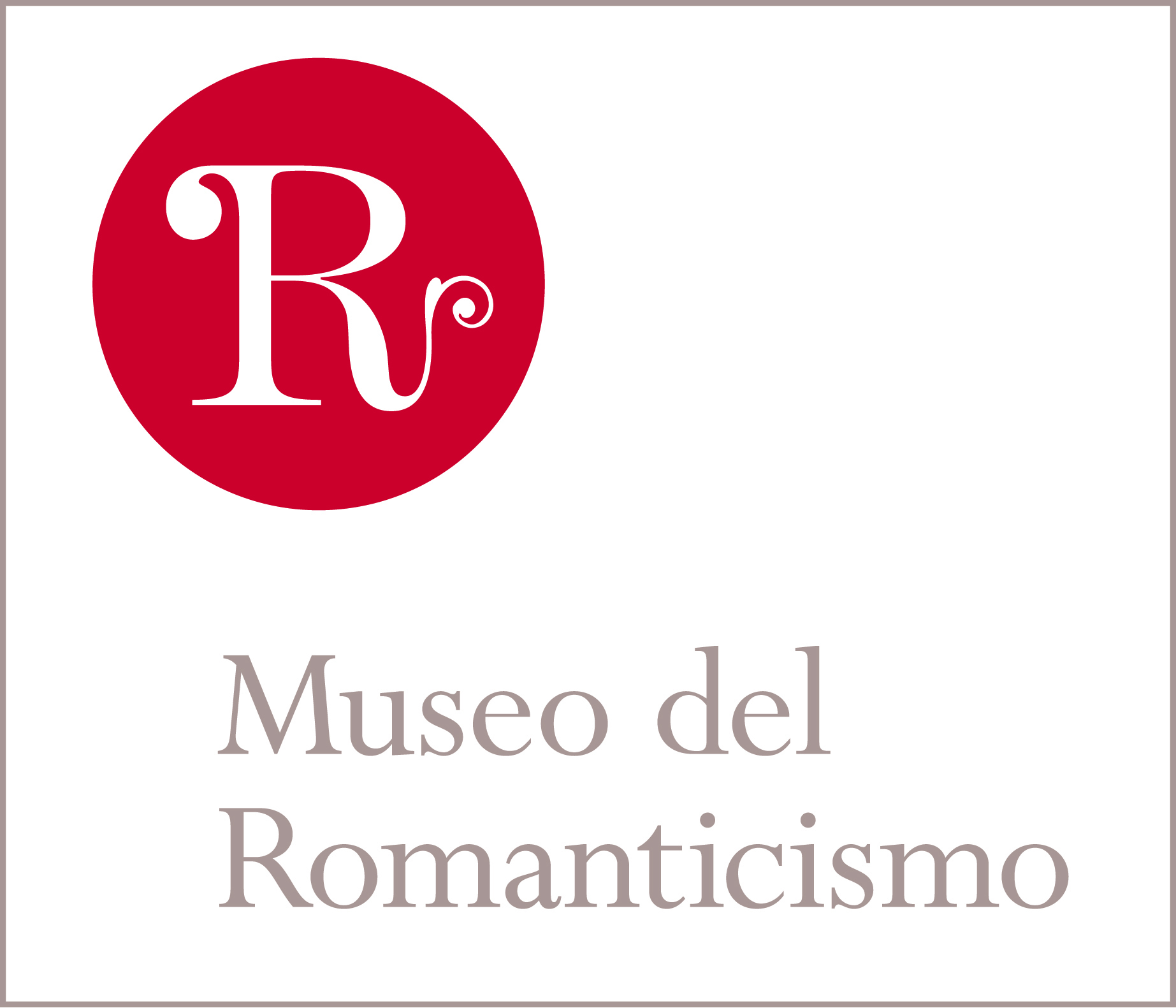
Logo del Museu del Romanticisme

El Museu del Romanticisme és un museu de titularitat estatal situat a Madrid, Espanya. Conserva una important col·lecció d'objectes històrics i artístics, centrada en la vida quotidiana i els costums del segle xix, amb especial atenció al corrent estètic del Romanticisme.
En un primer moment, el museu era conegut amb el nom de Museu Romàntic, però després de la reforma que va concloure l'any 2009 es va adoptar el nom actual, menys genèric. La seu es troba al carrer de San Mateo, al barri de Justicia (districte Centre). Ocupa l'antic palau del marquès de Matallana, edifici de traçats classicistes de Manuel Martín Rodríguez, que el va construir el 1776. L'edifici és classificat com a bé d'interès cultural (BIC) des del 1962.

## Història del museu

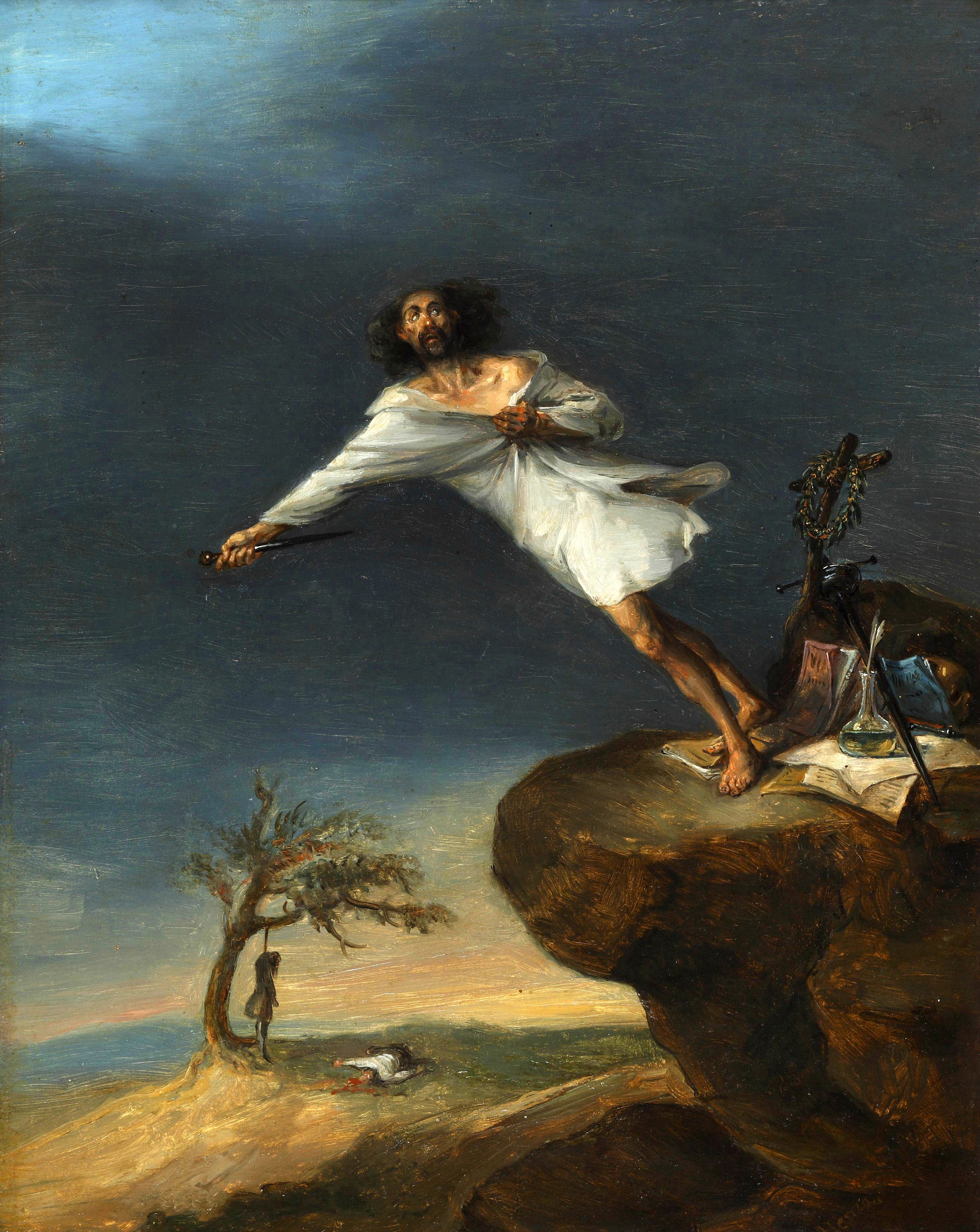
Leonardo Alenza: El suicida, o Sátira del suicidio romántico

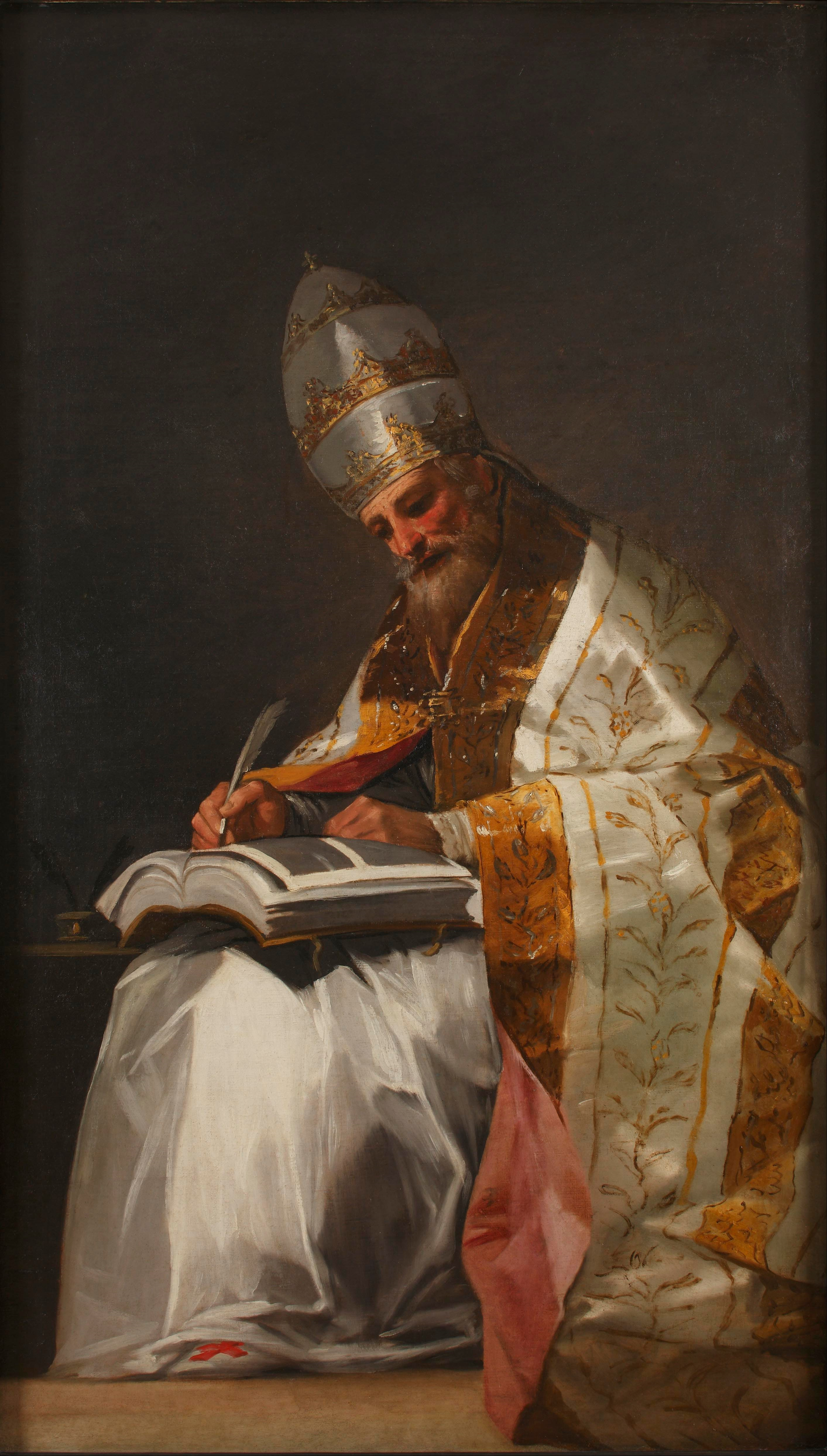
Goya: San Gregorio Magno

El museu es deu a Benigno de la Vega-Inclán (1858-1942), marquès de la Vega-Inclán, filantrop i mecenes, fundador així mateix del Museu del Greco de Toledo i del Museu Casa de Cervantes de Valladolid.
El 1921, va fer donació a l'Estat espanyol de part de les seves pertinences per fer que la col·lecció estable sigui oberta al públic. La institució va prendre el nom de Museu Romàntic precisament per tractar de preservar la memòria del romanticisme espanyol, una etapa de grans assoliment literaris i artístics a nivell nacional, coincident sobre manera amb el regnat d'Elisabet II. Es va escollir com a seu el cèntric palau del marquès de Matallana, que ja havia allotjat anteriorment d'altres activitats patrocinades pel marquès. El museu va ser inaugurat l'any 1924.
La col·lecció, integrada en principi per «pintures, mobiliari i aixovars», va anar ampliant-se de donacions, adquisicions i llegats, de manera que actualment té fons de molt diversa índole, des d'objectes d'ús quotidià fins pintura religiosa, fotografia o miniatures. Especialment important va ser l'època immediatament posterior a la Guerra Civil, gràcies a la Comissaria General del Servei de Defensa del Patrimoni Artístic Nacional, creada per evitar l'espoliació artística durant la contesa. Aquest organisme va enriquir el museu amb un dipòsit, que complementava la col·lecció inicial del marquès, de forma notable.
El museu es va concebre no com una mera exposició d'objectes sinó amb la intenció de recrear l'ambient i que el visitant se sentís transportat a l'època romàntica. Va adquirir gran renom precisament per la fidelitat, exactitud i autenticitat amb la qual presentava aquest ambient, i pel seu caràcter íntim i solitari, allunyat del concepte de museu-espectacle de masses que es va posar de moda a la fi del segle xx.
L'any 2001, el museu va ser tancat al públic, per a millorar les instal·lacions d'acord amb els criteris museogràfics propis del segle xxi. La reforma va comprendre la rehabilitació total de l'immoble, així com la creació de serveis bàsics per al visitant, i una nova presentació de les col·leccions. Es va vetllar a mantenir l'esperit de casa-museu que li era tan propi. Les obres van concloure l'any 2009, quan la institució va obrir novament les portes, i va canviar la denominació tradicional per la de Museu del Romanticisme.

## Col·leccions

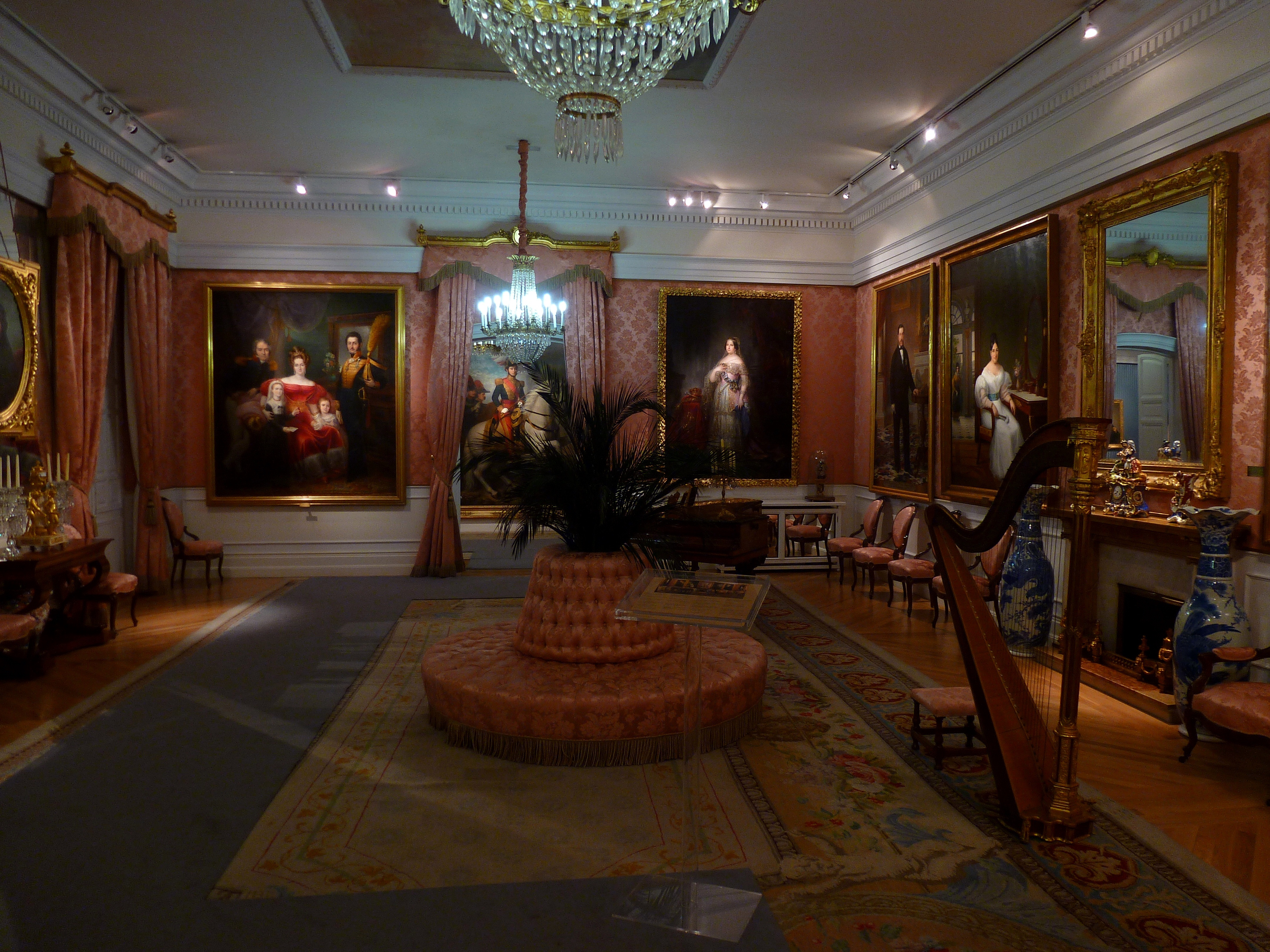
Sala IV, antic saló de ball

El museu divideix els fons als apartats de pintura, miniatura, estampa, arts decoratives (molt rellevant en aquest camp la col·lecció de ceràmica, ventalls i litofanies), mobiliari, fotografia i dibuix, amb exemples deguts a José de Madrazo, entre d'altres.
Un dels camps que més fama li han donat al museu és l'excel·lent galeria pictòrica, que presenta els artistes més rellevants del segle xix espanyol, sobresortint un excel·lent quadre de Francisco de Goya, San Gregorio Magno. Pertanyia a un grup de quatre pintures sobre sants pintat per Goya, del qual un San Jerónimo es conserva al Museu Norton Simon de Pasadena als Estats Units.
Acompanyen al geni aragonès, entre molts d'altres, Vicente López Portaña, els paisatgistes Carlos de Haes, Jenaro Pérez Villaamil i Lluís Rigalt, Valeriano Domínguez Bécquer —germà de Gustavo Adolfo Bécquer—, Antonio Maria Esquivel, Carlos Luis de Ribera, José Gutiérrez de la Vega, Federico de Madrazo o Leonardo Alenza, amb una de les pintures icòniques del Romanticisme, la Sátira del Suicidio. Una altra pintura d'una certa fama és un retrat del polític Godoy pintat per Antonio Carnicero. El juny de 2011, el Ministeri de Cultura ha incorporat a la col·lecció un Retrato de Isabel II pintat per Federico de Madrazo el 1849.
Al capítol de mobiliari, són destacables diversos objectes que van pertànyer al rei Ferran VII, entre d'altres un curiós vàter. No podia faltar en el museu el record d'un dels màxims literats que va donar l'època: Mariano José de Larra, exhibint-se algunes de les seves pertinences personals i un dels retrats més famosos que d'ell es conserven.

## L'edifici

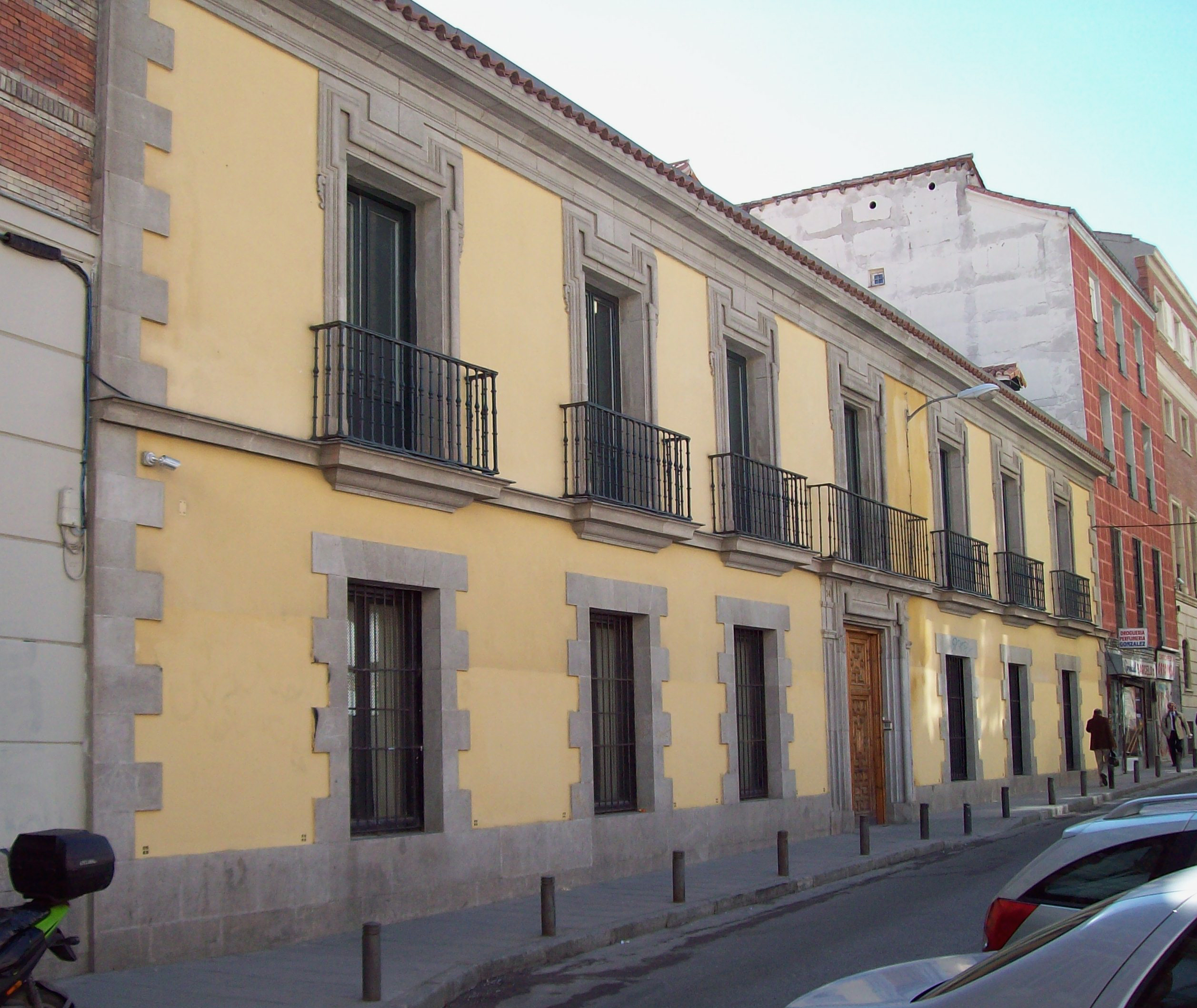
Façana del carrer de la Beneficencia, 14

El palau que allotja el museu va ser construït a la fi del segle xviii com a residència del marquès de Matallana, Rodrigo de Torres y Morales. Les façanes donen als carrers de San Mateo i Beneficencia. És un exemple representatiu d'habitatge noble de l'Antic Règim a la capital madrilenya. Presenta elements molt comuns a aquesta mena d'edificis, com l'àmplia porta gran d'entrada formada per carreus de granit, finestrals amb balcó de forja al pis de terra noble, o la sostrada amb golfes. L'arquitecte, Manuel Martín Rodríguez (nebot del cèlebre Ventura Rodríguez), va mantenir alguns records barrocs en la composició de la façana, amb marcs lleugerament trencats al primer pis; predominen tanmateix la severitat i simetria pròpies del neoclassicisme que triomfava en aquesta època.

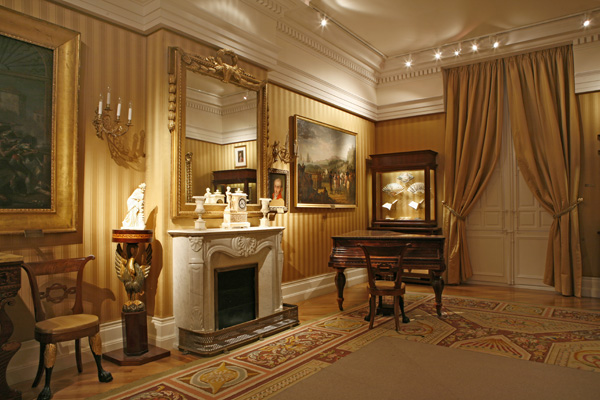
Sala Antesalón III
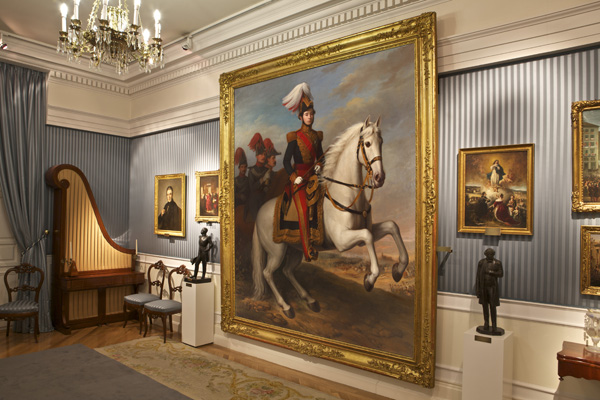
Sala Antesalón V
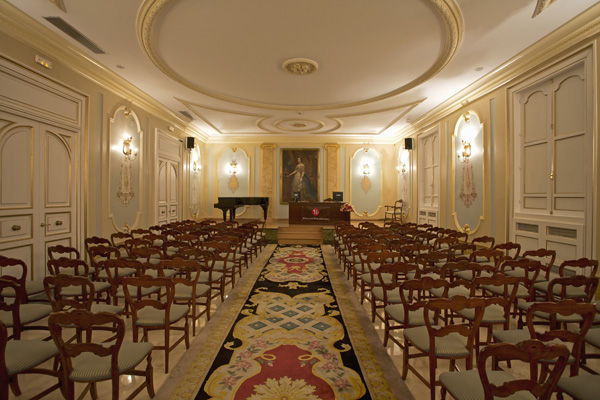
Auditori
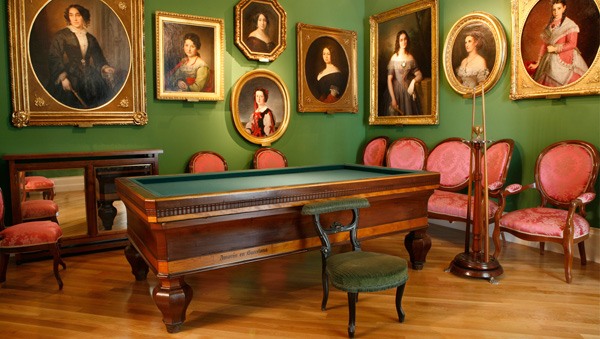
Sala XXIII Billar